# Großer Kastavensee
Der Große Kastavensee ist ein natürlicher See im Naturraum des Neustrelitzer Kleinseenlandes und im Naturpark Uckermärkische Seen im Landkreis Oberhavel (Brandenburg). Er liegt auf der Gemarkung Himmelpfort, einem Ortsteil der Stadt Fürstenberg/Havel.

## Lage und Hydrographie

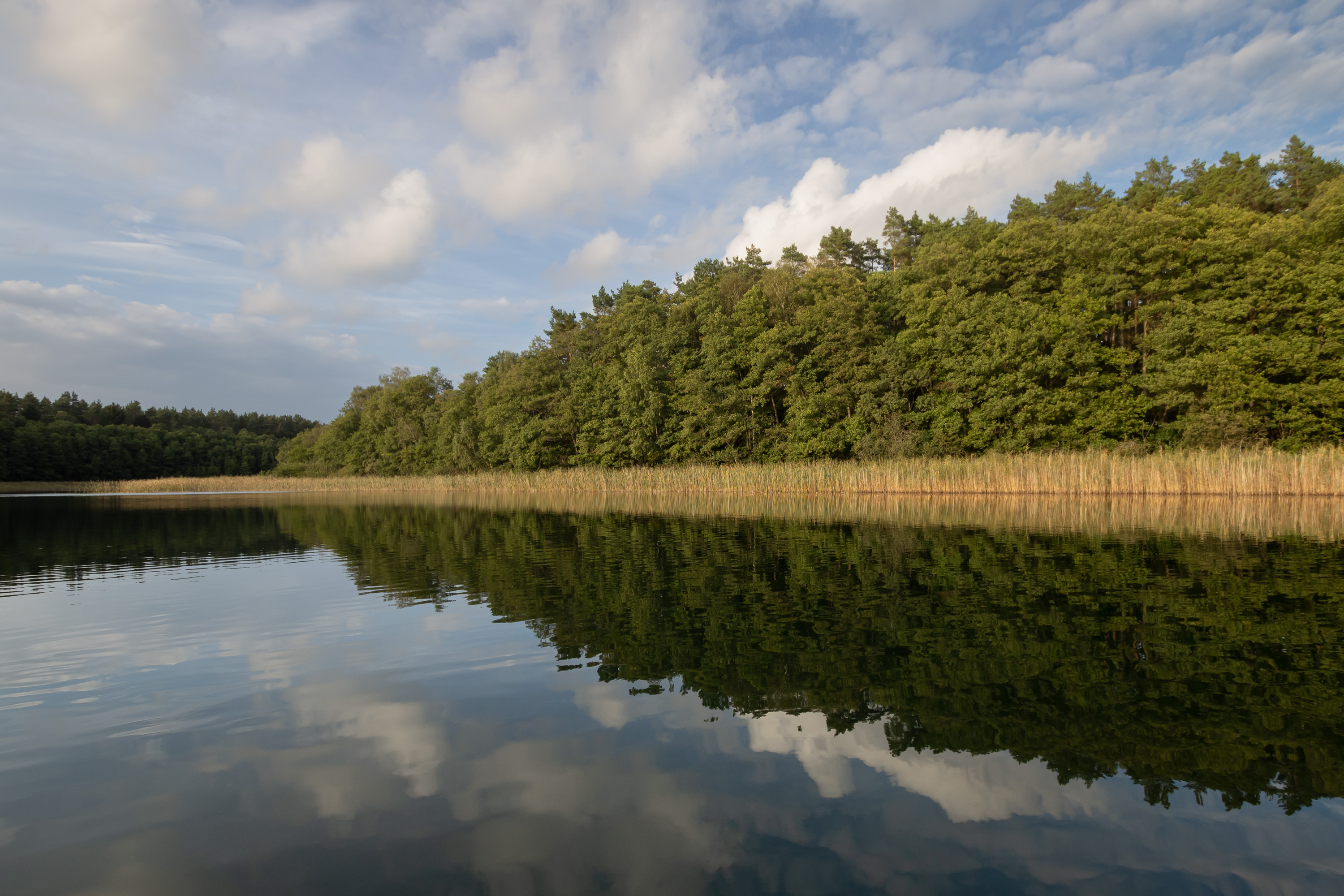
Großer Kastavensee: Ostufer

Der Große Kastavensee liegt im nordöstlichen Teil des Stadtgebiets von Fürstenberg/Havel und gehört zur Gemarkung Himmelpfort. Im Westen grenzt die Gemeinde Wokuhl-Dabelow (Landkreis Mecklenburgische Seenplatte) an den Großen Kastavensee. Die Uferbereiche um die Nordspitze gehören zum Stadtgebiet von Lychen (Landkreis Uckermark). An der Nordspitze des Sees liegt Kastaven, ein Gemeindeteil von Retzow; Retzow wiederum ist ein Ortsteil der Stadt Lychen. Der Wasserspiegel liegt auf einer mittleren Höhe von 61,7 m ü. NHN.

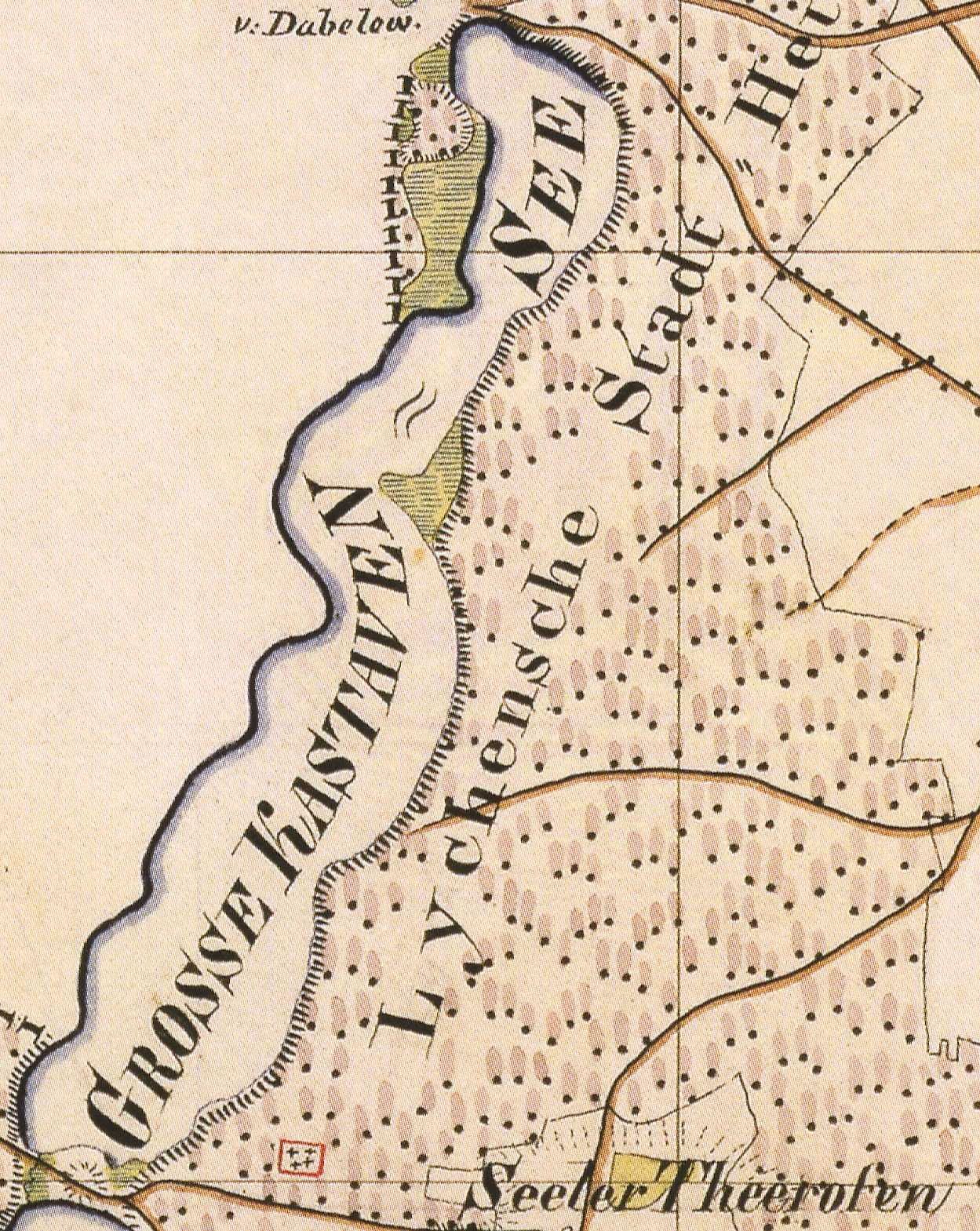
Großer Kastavensee, Ausschnitt aus dem Urmesstischblatt Blatt 2745 Lychen von 1825

## Geschichte
Der See wurde bereits 1299 erstmals urkundlich genannt (stagnum Grote Karstauell). Er gehörte neben 38 anderen namentlich genannten Seen zur Erstausstattung des Klosters Himmelpfort. Das Kloster hatte das alleinige Nutzungsrecht auf diesem See.
Die Deutung des Namens ist schwierig. Sophie Wauer im Brandenburgischen Namenbuch favorisiert eine Ableitung von einer altpolabischen Grundform *Karstavel zu *karstav- „rauh, voll Blattern, Pocken“. Da in der Nähe drei Seen dieses Namens liegen (Großer Kastavensee, Kleiner Kastavensee und Oberkastavensee), ist nicht zu entscheiden, ob es sich um einen ursprünglichen Ortsnamen oder einen übertragenen Gewässernamen handelt.
1556 wurde der See Kastauel sehe oder Kostauel Sehe genannt. Aus dem Jahr 1574 stammen die Schreibweisen „Castibel“ und „Casthafel“. 1770 näherte sich die Schreibweise mit Castaven bereits sehr der heutigen an. Im Urmesstischblatt von 1825 ist bereits der heute noch gebräuchliche Name benutzt.

## Bewirtschaftung
Der See wird von der Uckermark-Fisch GmbH bewirtschaftet.